# Il cartaio
Il cartaio è un film del 2004 diretto da Dario Argento.
Dario Argento, oltre alla direzione del film, ha anche scritto la sceneggiatura con Franco Ferrini. I protagonisti sono Stefania Rocca, Liam Cunningham, Silvio Muccino, Adalberto Maria Merli e Claudio Santamaria.
La colonna sonora e la fotografia sono rispettivamente di Claudio Simonetti e Benoît Debie. Gli effetti speciali sono di Sergio Stivaletti che collabora con Argento dai tempi di Phenomena (1985). Il film non ebbe il successo sperato, infatti guadagnò solo 2.926.000 euro su un budget stimato di 2.000.000 di euro.

## Trama
A Roma, l'agente di polizia Anna Mari, sotto stress per le ricerche di una turista inglese scomparsa, rifiuta un mazzo di fiori regalato da Carlo, un collega che le fa la corte. Poco dopo, mentre lavora al computer, riceve un inquietante messaggio da un tale che si fa chiamare il "Cartaio": l'uomo dice di aver rapito la turista che stanno cercando e che ora vuole giocarne la sua vita a videopoker via internet con la polizia. Anna avverte il suo capo, che diffida dal seguire le istruzioni dettate da un criminale. Seguite comunque le indicazioni che portano al sito del videopoker, attraverso una webcam, si vede il volto imbavagliato della ragazza alla quale il delinquente ha promesso di infliggere una mutilazione per ogni mano di poker che la polizia perderà. Anna vorrebbe giocare ma il suo capo glielo impedisce assumendosi la responsabilità delle conseguenze. Scaduto l'ultimatum, in effetti, il maniaco uccide la turista, sgozzandola per mezzo di un grosso taglierino. Al complesso del Buon Pastore, sede del commissariato, arriva John Brennan, poliziotto irlandese che si allea con Anna per risolvere il caso. Intanto in un lago fuori città viene ritrovato il cadavere, in pessimo stato, della turista: all'obitorio John trova un seme di una pianta molto comune nella zona all'interno del naso della ragazza, e lo interpreta come un segno di riconoscimento del Cartaio. La polizia intanto riesce a delineare la mente del maniaco: si tratta di uno psicopatico la cui follia è cresciuta in seguito ad azioni criminose come la roulette russa.
In una notte seguente, un'altra ragazza viene catturata dal maniaco. Quando viene riproposto di nuovo il gioco, il capo cede alle insistenze e permette di interagire con il killer. Si fa avanti Carlo; sfortunatamente perde e non riesce a salvare dalla morte la seconda vittima. Ascoltando una registrazione della seconda partita, John Brennan ode uno strano tonfo che potrebbe avvicinarlo alla soluzione. Quando viene rinvenuto il corpo della seconda ragazza le viene estratto dall'orecchio un seme di passiflora, dello stesso tipo trovato sulla prima. In una sala giochi Anna e John reclutano Remo, un giovane supercampione nel gioco del videopoker: Anna lo mette subito alla prova con il Cartaio, che ha rapito una terza vittima. Remo, all'inizio, sta vincendo, ma un'imprevista ribellione della ragazza ne provoca l'uccisione, indipendentemente dalla partita in corso. Durante la colluttazione la webcam cade e riesce ad inquadrare l'interno del covo dell'assassino, ossia quel che pare un garage o un seminterrato. Intanto, proprio mentre nasce una storia tra John e Anna, questa viene aggredita in casa sua dal serial killer. Una sera, il maniaco rapisce anche la figlia del questore, Lucia. Viene proposta l'ennesima partita e Remo, inizialmente titubante, riesce alla fine a vincere. La ragazza viene rilasciata viva in un vicolo buio di Roma. Festeggiata la vittoria, Remo va a festeggiare in un locale dove usava procurarsi la droga. Qui viene sedotto da una ragazza che lo porta in un condotto fognario presso il Tevere. Qui la ragazza gli rivela che qualcuno ha promesso di pagarla in cambio di condurre lì Remo: in quell'istante qualcuno uccide con un colpo di pistola la ragazza e la voce artefatta dell'assassino lo costringe a imboccare un tunnel. Remo raggiunge così una piattaforma sopra il fiume: qui viene catturato dal maniaco che lo trascina in acqua servendosi di una corda e di un motoscafo. Dopo aver tentato invano di fuggire, Remo viene arpionato al collo e assassinato.
Al funerale del ragazzo, Anna riesce a scoprire un inquietante indizio: l'assassino si nasconde tra la polizia. John continua a indagare e scopre che il rumore sentito durante una registrazione della seconda partita era il cannone di Mezzogiorno, sparato ogni giorno alle dodici precise presso il quartiere Gianicolo: ciò significa che la partita era truccata e che il maniaco aveva ucciso la vittima tre ore prima. Quindi si tratta di qualcuno presente durante la seconda partita del Cartaio. Sempre durante la sua indagine, conclude che l'assassino debba avere una villa nei pressi del parco del Gianicolo. Cercando le piante di passiflora John entra nella villa e trova il luogo dove le ragazze sono state uccise. Subito dopo, finisce vittima di una trappola, rimanendo ucciso.
Anna viene informata della scomparsa di John da Carlo, che la prende con sé in macchina. Ma la strada che il collega percorre non segue le altre pattuglie e quindi non porta sul luogo dove è stata trovata l'automobile di John e, inoltre, Anna si accorge della presenza nell'auto di semi identici a quelli trovati sui cadaveri. Capisce dunque che in realtà il serial killer è proprio il suo collega Carlo e quindi aveva giocato la seconda partita (quella truccata) davanti alla polizia per crearsi un alibi. Anna gli punta addosso una pistola ma l'auto si ferma e tra i due inizia una colluttazione: Carlo riesce a iniettare ad Anna un sedativo.
Al suo risveglio, la donna è distesa sui binari di una linea ferroviaria, ammanettata assieme al suo collega che ha con sé un computer portatile: Carlo vuole giocare a videopoker con Anna e chi perderà rimarrà incatenato sulle ferrovie e verrà stritolato dal treno. Chi vincerà avrà le chiavi per liberarsi dalle manette e potrà quindi salvarsi. Durante la partita, Carlo confessa ad Anna che lei è la donna "per cui ha fatto tutto quello". Lui l'aveva sempre amata e lei non se ne era accorta. La donna sta per giocarsi tutto quando si ricorda un insegnamento letto su un manuale da poker: quando si gioca con qualcuno di cui si riconosce la superiorità, bisogna destabilizzarlo e ridicolizzarlo. Ma la cosa importante è non cedere mai alla sua personalità. Grazie al consiglio riesce a vincere la partita. Carlo impazzisce e si rifiuta di cederle le chiavi; dopo una colluttazione, Anna riesce a liberarsi. Il treno arriva e stritola così Carlo, mettendo fine all'incubo.
Un mese e mezzo dopo, Anna viene informata per telefono di essere incinta.

## Produzione
In un primo momento, il film avrebbe dovuto fare anche da sequel a La Sindrome di Stendhal, precedente film di Dario Argento con protagonista sua figlia Asia: il personaggio di Anna Mari, interpretato appunto da Asia Argento, sarebbe dovuto infatti apparire nel film. Si stima sia stato speso un budget di circa 2 milioni di euro per il film.
Il finale originale della prima sceneggiatura avrebbe dovuto essere diverso: il colpevole si sarebbe dovuto rivelare il commissario ma nel corso delle riprese la produzione ha preteso un cambio nel finale per non danneggiare l'immagine della polizia. Questo cambio spiegherebbe il perché di numerose incongruenze nel corso del film ad esempio quando il commissario interviene attivamente per impedire la prima partita (che causa la morte della prima vittima) o quando perde volontariamente una partita truccata per salvare sua figlia e sviare così da sé tutti i sospetti dato che tutte le partite erano truccate e i filmati degli omicidi già precedentemente registrati.

### Luoghi del film
In seguito al rifiuto dell'attrice di prendere parte al film di suo padre, la sceneggiatura dell'opera è stata riscritta e l'ambientazione è stata spostata da Venezia a Roma Il film è stato quasi interamente girato nel centro della città di Roma, ad eccezion fatta delle sequenze girate in studio. Sono riconoscibili il Complesso del Buon Pastore (sede del Commissariato di Polizia), situato nel quartiere Gianicolense e l'area del Gianicolo (Passeggiata del Gianicolo e Via Garibaldi). Il nascondiglio del Cartaio è situato in Viale delle Mura Aurelie. La Via Giacinto Carini menzionata nel film esiste davvero ed è situata nel quartiere Gianicolense, conosciuto anche come Monteverde.

## Distribuzione
È stato presentato a Noir in Festival il 6 dicembre 2003.
È stato poi distribuito nelle sale cinematografiche italiane nel gennaio 2004.

## Accoglienza

### Incassi
In Italia il film ha incassato circa 2,713 milioni di euro rivelandosi un flop considerando il budget di partenza.

### Critica
Il film ha ricevuto prevalentemente critiche negative. Secondo l'aggregatore di recensioni Rotten Tomatoes, Il Cartaio ha infatti ottenuto un indice di gradimento del 20% sulla base di 10 recensioni. Davide Morena di Mymovies gli assegna invece 2 stelle, affermando: "Parlare di sceneggiatura debole è un eufemismo per parafrasare che è in realtà inesistente: il film non solo non fa paura, ma è talmente banale e sconclusionato da non innescare mai la minima tensione. La seconda stella è solo per il rispetto dovuto".

## Premi e riconoscimenti
Candidatura come Migliore scenografia ai Nastri d'argento della SNGCI del 2005.